# A級戦犯

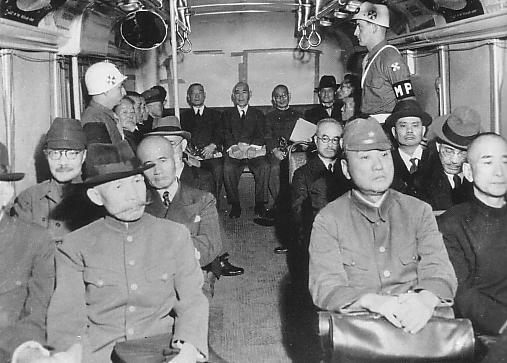
護送中のA級戦犯指名された人物ら。最前列通路側左が荒木貞夫、その斜め後ろが東條英機（1946年5月）

A級戦犯（Aきゅうせんぱん、英語: Class-A war criminal）は、 第二次世界大戦の終戦後、連合国が「平和に対する罪」を問うために訴追した日本の戦争犯罪人のこと。戦犯は戦争犯罪人の略。
第二次世界大戦における枢軸国のドイツの降伏後、1945年（昭和20年）8月8日に英国、フランス、アメリカ合衆国、ソビエト連邦の連合国4ヵ国が調印した国際軍事裁判所憲章では、通例の戦争犯罪に加えて、平和に対する罪と人道に対する罪が新たに規定された。国際軍事裁判所憲章では、a.平和に対する罪、b.（通例の）戦争犯罪、c.人道に対する罪の3つが英語原文でabc順になっているため、項目aの平和に対する罪で訴追された者を「A級戦犯」、項目b、項目cで訴追されたものをそれぞれB級戦犯、C級戦犯と呼ぶ。日本はそのほとんどがB級戦犯であった。
1952年（昭和27年）4月28日に連合国諸国と日本との間に締結されたサンフランシスコ平和条約によって日本が主権を回復し、発効直後の5月1日、木村篤太郎法務総裁から戦犯の国内法上の解釈についての変更が通達され、戦犯拘禁中の死者はすべて「公務死」として、戦犯逮捕者は「抑留又は逮捕された者」として取り扱われる事となり、戦犯の扱いに関して数度にわたる国会決議もなされた。

## 逮捕までの経緯
1945年（昭和20年）7月26日、ポツダム会談での合意に基づいて連合国を構成する国のうち英国、アメリカ、中華民国の3国により、大日本帝国に対して13か条から成る降伏勧告「ポツダム宣言」が発せられた。第10項の中に「我らの俘虜（捕虜）を虐待した者を含む一切の戦争犯罪人に対しては厳重な処罰が加えられるであろう」とある。
同年8月8日には、英国、アメリカ、フランス、ソビエト連邦の4国が「欧州枢軸諸国の重要戦争犯罪人の訴追及び処罰に関する協定」（ロンドン憲章・戦犯協定）を締結。ここで「平和に対する罪」という新しい戦争犯罪の概念が登場した。ただし、「人道に対する罪」については新しい概念とまでは言えず、1915年のアルメニア人虐殺に対する英仏露共同宣言にまで遡ることができるが、第二次世界大戦当時、人道に対する罪は慣習国際法として確立してはいなかった。同年8月14日に日本がポツダム宣言を受諾。15日に終戦となった。
同年8月29日、日本の占領を行う連合国の中でも中心的な役割を持つことになるアメリカ政府は、連合国軍最高司令官となるダグラス・マッカーサー（アメリカ陸軍元元帥）に暫定的な「日本降伏後初期の対日政策」を無線で指令。その指令書の一項に「連合国の捕虜その他の国民を虐待したことにより告発された者を含めて、戦争犯罪人として最高司令官または適当な連合国機関によって告発されたものは逮捕され、裁判され、もし有罪の判決があったときは処罰される」とあった。翌30日、マッカーサーは厚木飛行場に降り立ち、その夜、マッカーサーはCIC（対敵諜報部隊）部長エリオット・ソープ准将に、東條英機陸軍大将の逮捕と戦争犯罪人容疑者のリスト作成を命じた。アメリカ政府は占領政策を円滑に進めるために天皇の存在は欠かせないと判断していたため、昭和天皇の訴追はなされなかった。
同年9月2日、東京湾に碇泊したアメリカ海軍の戦艦ミズーリで、英国やアメリカ、中華民国、フランス、オランダ、ソビエト連邦などの連合国と日本の降伏文書調印式が行われた。同月9日、ソープは東條内閣の閣僚を中心に「戦犯容疑者」のリストをマッカーサーに提出。直ちに国務省に報告し、翌10日、国務省から了解の返電を受けた。
戦犯の逮捕は連合国軍最高司令官から終戦連絡中央事務局を通じて日本政府に通達され、本人には連合国軍の中でも最初に東京に駐留を開始したアメリカ軍の第8憲兵司令部への出頭命令という形で伝達され、100名をゆうに超える逮捕者を出した。なお、出頭命令を受ける前に杉山元は9月12日に自殺している（第二次戦犯指名リストには掲載されていた）。下記のA級戦犯容疑での逮捕者は計126名（5名は逮捕・出頭前に自殺）。
また、アメリカの植民地であるフィリピンでの行為は、アメリカ軍が管理するマニラ軍事法廷で裁かれたため、フィリピンで捕虜にならず帰国していた者は日本で逮捕後、マニラへ送還された。ドイツ大使館付警察武官のヨーゼフ・マイジンガーは、前任地のポーランドでの行為が罪に問われたため、逮捕後ワルシャワに送還された。

## 元戦犯容疑者
対象者は多数で、複数の罪状に関わっている者も多く、指名を受けても必ずしも直ちに逮捕されるとは限らず、取調を受けて疑いが晴れて釈放されること、取調を何回か受ける中で逮捕に至ることもあった。取調の過程で容疑が変わることも当然あったと考えられ、戦犯指名を受けた者の内、厳密にA級が何人いたかを明確にするのは困難である。1946年4月末時点で、A級戦犯で拘置されている者だけでも50数名が居たとされる。なお、東京裁判で起訴された28名は、いずれも対象となった開戦の一部ないし全てについて共同謀議（結局、これは事実上否定される）に関わったとして、一括して起訴されることになったものである。

### 第一次戦犯指名
1945年（昭和20年）9月11日に指名。BC級まで含めて百名以上が指名されたとされる。A級の対象は東條内閣関係者が多かったとされ、主な者は以下の通り。
- 東條英機
- 東郷茂徳
- 嶋田繁太郎
- 賀屋興宣
- 鈴木貞一
- 岸信介
- 岩村通世
- 小泉親彦（9月13日に自殺）
- 橋田邦彦（9月14日に自殺）
- 井野碩哉
- 村田省蔵
- 寺島健
- 上田良武[注 2]

1945年9月21日に指名（2名）。
- 土肥原賢二、阿部信行

1945年10月22日に指名（1名）。
- 安倍源基

### 第二次戦犯指名
1945年11月19日に指名。主要な大臣や軍上層部など。
- 荒木貞夫
- 小磯国昭
- 松岡洋右
- 松井石根
- 南次郎
- 白鳥敏夫
- 本庄繁（11月20日に自殺）
- 鹿子木員信
- 久原房之助
- 葛生能久
- 真崎甚三郎

### 第三次戦犯指名
1945年12月2日に指名（59名）。初めて皇族（梨本宮）が対象となったほか、戦時中の軍官民の有力指導者を網羅するものとなった。59名は同月12日までに収容された。
- 畑俊六
- 平沼騏一郎
- 広田弘毅
- 星野直樹
- 大川周明

- 佐藤賢了
- 鮎川義介
- 天羽英二
- 安藤紀三郎
- 青木一男

- 有馬頼寧
- 藤原銀次郎
- 古野伊之助
- 郷古潔
- 後藤文夫

- 秦彦三郎
- 本多熊太郎
- 井田磐楠
- 池田成彬
- 池崎忠孝

- 石田乙五郎
- 石原広一郎
- 上砂勝七
- 河辺正三
- 菊池武夫

- 木下栄市
- 小林順一郎
- 小林躋造
- 児玉誉士夫
- 松阪広政

- 水野錬太郎
- 牟田口廉也
- 長友次男
- 中島知久平
- 中村明人

- 梨本宮守正王
- 西尾寿造
- 納見敏郎（12月13日に自決）
- 岡部長景

- 大倉邦彦
- 大野広一
- 太田耕造
- 太田正孝
- 桜井兵五郎

- 笹川良一
- 下村宏
- 進藤一馬
- 塩野季彦
- 四王天延孝

- 正力松太郎
- 多田駿
- 高橋三吉
- 高地茂都
- 谷正之

- 徳富猪一郎
- 豊田副武
- 津田信吾
- 後宮淳
- 横山雄偉

### 第四次戦犯指名
1945年12月6日に逮捕命令（9名）。国際検察局（IPS）が追加逮捕。
- 木戸幸一
- 大島浩
- 近衛文麿（12月16日に自殺）
- 酒井忠正
- 大河内正敏
- 緒方竹虎
- 大達茂雄
- 伍堂卓雄
- 須磨弥吉郎

1946年（昭和21年）3月16日に逮捕命令（1名）
- 永野修身

1946年4月7日に逮捕命令（1名）
- 岡敬純

1946年4月29日に逮捕命令（2名）
- 梅津美治郎
- 重光葵

1946年11月5日に逮捕命令（1名）
- 長谷川清

### その他
板垣征四郎、木村兵太郎、武藤章は外地で逮捕。橋本欣五郎は国内で単独で逮捕（都合4名）。

## 補足：BC級、外国人戦犯
- 1945年9月11日に逮捕命令（計26名）。逮捕されたのは本来はA級戦犯とは関係のない、フィリピン方面の軍関係者や人体実験関係者、捕虜収容所関係者などのBC級戦犯。
  - 本間雅晴（B級戦犯[注 3]）、黒田重徳（B級戦犯[注 4]）、長浜彰（B級戦犯[注 5]）、太田清一（B級戦犯[注 6]）、鈴木薫二（BC級戦犯[注 7]）、徳田久吉（BC級戦犯[注 7]）、飛田時雄（C級戦犯[注 8]）、長内茂（C級戦犯[注 9]）、三浦宗一（C級戦犯[注 10]）、竹内寛（BC級戦犯[注 11]）、ジェームズ・W・佐々木/佐々木薫一（BC級戦犯[注 12]）、冬至堅太郎(BC級戦犯[注 13])

外国人戦犯
- 1945年9月11日に逮捕命令（15名）[注 14]。
  - テイン・マウン（駐日ビルマ国大使）、アウンサン（ビルマ大使館付陸軍武官、ビルマ独立軍組織者）
  - ホセ・ラウレル（日本占領下で独立したフィリピン大統領）、ベニグノ・アキノ・シニア（フィリピン国民会議議長）、ホルヘ・バルガス（駐日フィリピン大使）
  - ルアン・ウィチットワカタン（駐日タイ大使）
  - マヘンドラ・プラタップ（インド独立運動家、インド臨時政府大統領）
  - ハインリヒ・スターマー（駐日ドイツ国大使）、アルフレート・クレッチマー（ドイツ大使館付武官・陸軍中将）、ヨーゼフ・マイジンガー（ドイツ大使館付警察武官、逮捕後ポーランドに移送）
  - ウィレム・ジョシアス・ヴァン・ディユンスト（ラジオ東京・オランダ語放送員）、リリー・アベック（ドイツ紙「フランクフルター・ツァイトゥング紙」記者。ラジオ東京・ドイツ語放送員、スイス人）[注 15]、チャールズ・カスンズ（ラジオ東京・オーストラリア人放送員・オーストラリア軍少佐時に日本軍の捕虜となる）、マーク・ルイス・ストリーター（ラジオ東京・英語原稿係・ウェーク島で捕虜となったアメリカ人、文民。）
  - ジョン・ホランド（上海にあるドイツの放送局XGRSのオーストラリア人放送員。日本の現地放送局にも勤務。）

## 定義と問題点
A級戦犯はロンドン協定により開設された極東国際軍事裁判所条例の定義により決定された。
これに基づいて極東国際軍事裁判によって有罪判決を受け、戦争犯罪人とされた人々を指すことが一般的である。
代表検事アラン・ジェームス・マンスフィールドは昭和天皇の訴追を強硬に主張。しかし首席検察官ジョセフ・B・キーナンが局長を務める国際検察局は天皇の訴追には断固反対し、免責が決定された。東京裁判の途中まで中華民国は天皇の訴追を強く要求していたが、中国国内で中国共産党軍の勢力が拡大するにつれて、アメリカの支持を取り付けるためその要求を取り下げた。
平和に対する罪・人道に対する罪の適用は事後法であり、法の不遡及原則に反していることから、ラダ・ビノード・パール判事はこの条例の定義を適用せず、被告人全員の無罪を主張した。
ただしパール判事は、東京裁判判事に選ばれるまでは国際法は専門外であり、また間違って判事に選ばれたことが分っている。またドイツの戦犯裁判判決では「国際法の場合，事後法の禁止原則は，それが国内法において憲法の委任のもとで妥当しているのと同じように適用することはできない。しかも，この禁止原則は国内法の場合ですらコモンロー裁判所の判断には適用されない。」とした。
しかし、ドイツや日本といった大陸法系の考えでは、行為時に成文として存在しない法律を根拠に処罰されれば事後法に該当するが、アメリカや英国といった英米法、或いは条約と慣習法からなる国際法の考えでは、行為時に成文法でとして禁止されていない行為であってもコモン・ロー上の犯罪として刑罰を科すことが可能であり、それは事後法には該当しない。第二次世界大戦の以前にはすでに平和を破壊する行為が違法であることが、主に慣習法として、もしくはヴェルサイユ条約やパリ不戦条約など一部の条約において既に確認されていたという意見もある。ベルサイユ条約227条には「同盟及連合国は国際道義に反し条約の神聖を涜したる重大の犯行に付前独逸皇帝ホーヘンツォルレルン家の維廉二世を訴追す」とあり米英仏伊日が一名ずつ裁判官を出すと明記されているし、またパリ不戦条約には「今後戦争に訴へて国家の利益を増進せんとする署名国は本条約の供与する利益を拒否せらるべき」と、侵略国は不利益を被ることが明記されている。
国際法においては1953年発行の人権と基本的自由の保護のための条約（欧州人権条約）第7条2項に於いて、犯行当時に文明国の法の一般原則に従って犯罪であった場合は法の不遡及の例外としての処罰を認めている。また、1976年発効の自由権規約15条2項に於いても法の不遡及の例外が言及されており国際慣習法（コモンロー）に配慮したものである。
ウィリアム・ウェブ裁判長は被告全員を死刑にすることに反対した。その理由として最大の責任者である天皇が訴追されなかったため量刑が著しく不当になるというものである。デルフィン・ジャラニラ判事は刑の宣告は寛大に過ぎ、これでは犯罪防止にも見せしめにもならないと強く非難し、被告人全員の死刑を主張した。BC級戦犯は約1,000名が死刑判決を受けている。
石井四郎（関東軍防疫給水部731部隊隊長）は、関係資料をアメリカに引き渡すという交換条件により免責されている。
サンフランシスコ平和条約で、日本は東京裁判などの軍事裁判の結果を受け入れることが講和の条件として規定されており（第11条）、法的には日本は国家として判決を受け入れているが、国内においてはそれを不服として異論を持つ者（あるいは「『結果を受け入れる』とは勝手に釈放したりしないということで、日本国民が東京裁判の歴史観に従わねばならないということではない」と主張する者）もいる。

## 極東国際軍事裁判に起訴された被告人
関東軍関係板垣征四郎 - 南次郎 - 梅津美治郎
特務機関土肥原賢二
陸軍中央荒木貞夫 - 松井石根 - 畑俊六 - 木村兵太郎 - 武藤章 - 佐藤賢了 - 橋本欣五郎
海軍中央永野修身 - 嶋田繁太郎 - 岡敬純
総理大臣広田弘毅（外交官） - 平沼騏一郎（司法官僚） - 東條英機（陸軍） - 小磯国昭（陸軍）
大蔵大臣賀屋興宣
内大臣木戸幸一
外務大臣松岡洋右 - 重光葵 - 東郷茂徳
外交官大島浩（駐ドイツ大使） - 白鳥敏夫（駐イタリア大使）
企画院総裁鈴木貞一 - 星野直樹
民間人大川周明（思想家）
上記の28名が1946年（昭和21年）4月29日（昭和天皇の誕生日）に起訴された。このうち、大川周明は梅毒による精神障害が認められて訴追免除となり、永野修身と松岡洋右は判決前に病死したため、1948年（昭和23年）11月12日に被告として判決をうけた者は25名となっている。

## 各被告の日米弁護人・補佐弁護人
| 被告       | 日本人弁護人         | アメリカ人弁護人                                        | 補佐弁護人                             |
| ---------- | -------------------- | ------------------------------------------------------- | -------------------------------------- |
| 荒木貞夫   | 菅原裕               | ローレンス・マクマナス                                  | 蓮岡高明、徳岡二郎                     |
| 土肥原賢二 | 塚崎直義→太田金次郎  | フランクリン・ウォーレン                                | 加藤隆久、木村重治                     |
| 橋本欣五郎 | 林逸郎               | リチャード・ハリス少佐                                  | 金瀬薫二、岩間幸平、菅井俊子           |
| 畑俊六     | 神崎正義             | A・G・ラザラス中尉                                      | 国分友治、今成泰太郎                   |
| 平沼騏一郎 | 宇佐美六郎           | サムエル・J・クライマン大尉                             | 澤邦夫、毛利与一                       |
| 広田弘毅   | 花井忠               | デイビッド・F・スミス→ジョージ山岡                      | 安東義良、守島伍郎                     |
| 星野直樹   | 藤井五一郎           | ジョージ・C・ウィリアムス                               | 右田政夫、松田令輔                     |
| 板垣征四郎 | 山田半蔵             | フロイド・J・マタイス                                   | 佐々川知治、阪埜淳吉                   |
| 賀屋興宣   | 高野弦雄             | マイケル・レヴィン                                      | 田中康道、藤原謙治、山際正道           |
| 木戸幸一   | 穂積重威             | ウィリアム・ローガン                                    | 木戸孝彦                               |
| 木村兵太郎 | 塩原時三郎           | ジョセフ・C・ハワード                                   | 是恒達見、安部明                       |
| 小磯国昭   | 三文字正平           | アルフレッド・W・ブルックス                             | 高木一也、三町恒久、小林恭一、松坂時彦 |
| 松井石根   | 鵜沢総明→伊藤清      | フロイド・J・マタイス                                   | 上代琢禅、大室亮一                     |
| 松岡洋右   | 小林俊三             | フランクリン・ウォーレン                                | （不明）                               |
| 南次郎     | 竹内金太郎→岡本敏男  | ウィリアム・J・マコーマック→アルフレッド・W・ブルックス | 松沢龍雄、近藤儀一                     |
| 武藤章     | 岡本尚一             | ロージャー・F・コール                                   | 佐伯千仭、原清治、松崎蘶               |
| 永野修身   | 奥山八郎             | ジョン・G・ブラナン                                     | 安田重雄                               |
| 岡敬純     | 宗宮信次             | フランクリン・ウォーレン                                | 小野清一郎、稲川龍雄                   |
| 大川周明   | 大原信一             | アルフレッド・W・ブルックス                             | 金内良輔、福岡文子                     |
| 佐藤賢了   | 清瀬一郎→草野豹一郎  | ジェームズ・N・フリーマン                               | 藪馬伊三郎、藤沢親雄                   |
| 重光葵     | 高柳賢三             | ジョージ・A・ファーネス大尉                             | 金谷静雄、三浦和一                     |
| 嶋田繁太郎 | 高橋義次             | エドワード・P・マクダモット                             | 瀧川政次郎、祝島男、鈴木勇             |
| 大島浩     | 塚崎直義→島内龍起    | オウエン・カニンガム                                    | 内田藤雄、牛場信彦                     |
| 白鳥敏夫   | 鵜沢総明→成富信夫    | チャールズ・B・コードル                                 | 佐久間信、広田洋二                     |
| 鈴木貞一   | 長谷川元吉→高柳賢三  | マイケル・レヴィン                                      | 戒能通孝、加藤一平                     |
| 東郷茂徳   | 穂積重威→西春彦      | チャールズ・T・ヤング→ジョージ山岡                      | 加藤伝次郎、新納克己                   |
| 東條英機   | 清瀬一郎、塩原時三郎 | ビーバレー・M・コールマン大佐→ジョージ・F・ブルーエット | 松下正寿                               |
| 梅津美治郎 | 三宅正一郎→宮田光雄  | ベン・ブルース・ブレイクニー少佐                        | 小野喜作、池田純久、梅津美一           |

## 判決
| 判決       | 氏名       | 階級         | 主な経歴                                                            | 罪状                                                             | 備考                            |
| ---------- | ---------- | ------------ | ------------------------------------------------------------------- | ---------------------------------------------------------------- | ------------------------------- |
| 死刑       | 板垣征四郎 | 陸軍大将     | 陸相（第1次近衛内閣・平沼内閣）、満州国軍政部最高顧問、関東軍参謀長 | 中国侵略・米国に対する平和の罪                                   | 1948年（昭和23年） 12月23日執行 |
| 死刑       | 木村兵太郎 | 陸軍大将     | ビルマ方面軍司令官、陸軍次官（東條内閣）                            | 英国に対する戦争開始の罪                                         | 1948年（昭和23年） 12月23日執行 |
| 死刑       | 土肥原賢二 | 陸軍大将     | 奉天特務機関長、第12方面軍司令官                                    | 中国侵略の罪                                                     | 1948年（昭和23年） 12月23日執行 |
| 死刑       | 東條英機   | 陸軍大将     | 第40代内閣総理大臣                                                  | ハワイの軍港・真珠湾を不法攻撃、米国軍隊と一般人を殺害した罪     | 1948年（昭和23年） 12月23日執行 |
| 死刑       | 武藤章     | 陸軍中将     | 第14方面軍参謀長（フィリピン）                                      | 一部捕虜虐待の罪                                                 | 1948年（昭和23年） 12月23日執行 |
| 死刑       | 松井石根   | 陸軍大将     | 中支那方面軍司令官（南京攻略時）                                    | B級戦犯、捕虜及び一般人に対する国際法違反（南京事件）            | 1948年（昭和23年） 12月23日執行 |
| 死刑       | 広田弘毅   | 文官         | 第32代内閣総理大臣、外務大臣                                        | 近衛内閣外相として南京事件での残虐行為を止めなかった不作為の責任 | 1948年（昭和23年） 12月23日執行 |
| 終身刑     | 荒木貞夫   | 陸軍大将     | 陸軍大臣、文部大臣                                                  |                                                                  | 1955年（昭和30年）釈放          |
| 終身刑     | 梅津美治郎 | 陸軍大将     | 関東軍総司令官、参謀総長                                            |                                                                  | 1949年（昭和24年）獄中死        |
| 終身刑     | 大島浩     | 陸軍中将     | 駐独大使                                                            | 日独伊三国同盟の推進                                             | 1955年（昭和30年）釈放          |
| 終身刑     | 岡敬純     | 海軍中将     | 海軍次官                                                            | 対米開戦の主張                                                   | 1954年（昭和29年）釈放          |
| 終身刑     | 賀屋興宣   | 文官         | 大蔵大臣                                                            | 戦時下での予算編成                                               | 1955年（昭和30年）釈放          |
| 終身刑     | 木戸幸一   | 文官         | 内大臣                                                              | 開戦回避に向けて積極的に行動しなかったため                       | 1955年（昭和30年）釈放          |
| 終身刑     | 小磯國昭   | 陸軍大将     | 第41代内閣総理大臣                                                  |                                                                  | 1950年（昭和25年）獄中死        |
| 終身刑     | 佐藤賢了   | 陸軍中将     | 軍務局長                                                            |                                                                  | 1956年（昭和31年）釈放          |
| 終身刑     | 嶋田繁太郎 | 海軍大将     | 海軍大臣、軍令部総長                                                |                                                                  | 1955年（昭和30年）釈放          |
| 終身刑     | 白鳥敏夫   | 文官         | 駐伊大使                                                            | 日独伊三国同盟の推進                                             | 1949年（昭和24年）獄中死        |
| 終身刑     | 鈴木貞一   | 陸軍中将     | 企画院総裁、国務大臣                                                | 対米開戦の主張                                                   | 1955年（昭和30年）釈放          |
| 終身刑     | 橋本欣五郎 | 陸軍大佐     | 衆議院議員                                                          | 陸軍内のクーデター搖動                                           | 1955年（昭和30年）釈放          |
| 終身刑     | 畑俊六     | 元帥陸軍大将 | 陸軍大臣                                                            | 米内内閣倒閣                                                     | 1954年（昭和29年）釈放          |
| 終身刑     | 平沼騏一郎 | 文官         | 第35代内閣総理大臣、枢密顧問官                                      |                                                                  | 1952年（昭和27年）釈放          |
| 終身刑     | 星野直樹   | 文官         | 企画院総裁、内閣書記官長                                            |                                                                  | 1958年（昭和33年）釈放          |
| 終身刑     | 南次郎     | 陸軍大将     | 朝鮮総督                                                            | 満州事変                                                         | 1954年（昭和29年）釈放          |
| 懲役20年   | 東郷茂徳   | 文官         | 外務大臣、ソヴィエト大使                                            | 真珠湾攻撃                                                       | 1950年（昭和25年）獄中死        |
| 懲役7年    | 重光葵     | 文官         | 外務大臣、中華大使                                                  |                                                                  | 1950年（昭和25年）釈放          |
| 判決前死去 | 永野修身   | 元帥海軍大将 | 海軍大臣、軍令部総長                                                | 真珠湾攻撃                                                       | 1947年（昭和22年）没            |
| 判決前死去 | 松岡洋右   | 文官         | 外務大臣                                                            | 日独伊三国同盟の推進                                             | 1946年（昭和21年）没            |
| 訴追免除   | 大川周明   | 民間人       | 思想家                                                              | アジア主義唱道                                                   | 精神障害により訴追免除          |

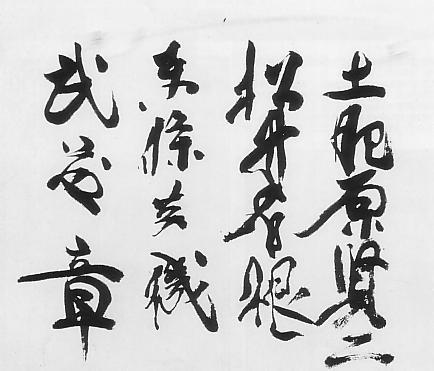
A級戦犯（土肥原賢二、東条英機、武藤章）、及びB級戦犯松井石根の絶筆（1948年）

なお、ウェッブ裁判長は23年にもわたる裁判官生活で死刑を言い渡すのはこれが初めてだったために、「極東国際軍事裁判所は、被告を絞首刑に処する」の部分の口調はある意味の興奮があったという。
この判決について、東條をはじめ南京事件を抑えることができなかったとして訴因55で有罪・死刑となった広田・松井両被告を含め、東京裁判で死刑を宣告された7被告は全員がBC級戦争犯罪で有罪となっていたのが特徴であった。これは「平和に対する罪」が事後法であって罪刑法定主義の原則に逸脱するのではないかとする批判に配慮するとともに、BC級戦争犯罪を重視した結果であるとの指摘がある。
一方、保護責任のある者が保護を怠って死亡者を出した場合、日本では保護責任者遺棄致死罪であるが英米法では故殺として殺人罪の一類型とされ、とくにこの当時、英及び英領植民地では故殺は死刑判決が免れない罪という感覚が強かった時代であったため、重視云々以前にこれのみで、英米法系の裁判官のうちの多くから死刑とすべきとの判定が出ることは避けられなかったとする見方がある。
死刑判決を受けた7被告には1948年（昭和23年）12月21日午後9時ごろ、死刑執行日時が通告される。そして12月23日午前0時1分から、巣鴨拘置所で絞首刑に処された。処刑は1人づつ10～15分ごとに、東條英機、板垣征四郎、土肥原賢二、木村兵太郎、武藤章、松井石根、広田弘毅の順に行われた。処刑にはGHQ外交局長のウィリアム・ジョセフ・シーボルド、米第８軍のブルース・E・ケンドール大佐、ルーサー・フライアーソン少佐らが立ち会い、フライアーソン少佐は遺体から採取した指紋を所定の書式正副2通に登録。書式の副本はワシントンD.C.の需品部司令官に送付された。浄土真宗本願寺派僧侶の花山信勝が教誨師として7人の最期を順に看取った。
なお、12月23日は皇太子明仁親王の誕生日であったため、それとの関連を見る向きもあるが、当時、弁護士側の抵抗活動が活発で、米連邦裁判所に人身保護令状を申請して死刑を止めようとしていた為、その最終決着が12月21日になった影響が大きい（もちろん、クリスマス前に終らせたいという意向があったことは十分考えられる）。

## 処刑後の遺体の扱い

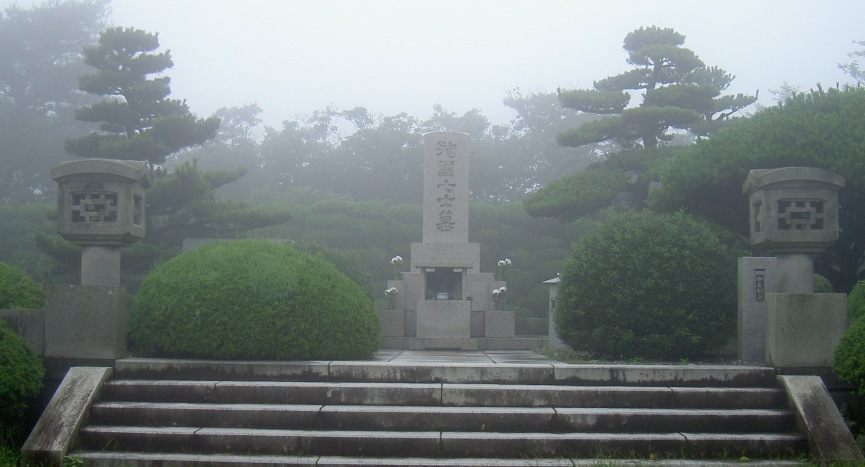
殉国七士墓

12月23日午前0時1分～1時45分に処刑された7人の遺体は木製のひつぎ収められ、幌付きの2.5トントラック4台で午前2時10分巣鴨拘置所を出発。1台目には巣鴨拘置所の将校1人と武装した下士官兵3人が乗車。2台目で遺体を搬送、3台目に武装した下士官兵12人が乗車、4台目にフライアーソン少佐と将校、下士官兵が1人ずつ乗車した。
車列は午前3時40分に横浜市内の米第8軍需品部第108墓地登録小隊の駐屯地（旧制神奈川県立横浜第三中学校跡、現・神奈川県立横浜緑ヶ丘高等学校）に到着。自動車修理棟で遺体を最終確認し、ひつぎの蓋を釘で厳重に打ち付けた。車列は午前7時25分に墓地登録小隊駐屯地を出発し、午前7時55分横浜市久保町火葬場に到着。火葬は米軍による厳戒警備のなか火葬場長の飛田美善と職員3人が担当。遺体を収めたひつぎはトラックから直接、火葬炉に入れられ、最期の1体は午前8時5分、荼毘に付された。火葬開始後、飛田場長だけが米軍の指示により火葬状況を確かめるため火葬炉の後部に回される。
午前9時30分、米将校の監視の下で白骨化した7人の遺骨が日本人職員によって炉から取り出され、鉄棒で粉砕して遺灰にし、フライアーソン少佐が自ら7つの骨壺にそれぞれ回収した。火葬場の入口には8人の日本人報道カメラマンらが待機していたが、フライアーソン少佐が8人に対し「本官は撮影許可の権限を持っていない。それが護送隊のトラックと⼈員の撮影であってもだ」と説明し、立ち去らせた。
遺灰は横浜市中区若葉町の米第8軍所管空港「EIGHTH ARMY TI&E DEPOT（伊勢佐木飛行場、若葉飛行場）」に移送され、連絡機に操縦士と骨壺を抱えたフライアーソン少佐が搭乗。横浜の東方に位置する九十九里浜沖約30マイル（48キロメートル）地点の太平洋上空まで進み、少佐が機中から広範囲の海上に遺灰を散布した。
東京裁判での小磯国昭の日本側弁護人を務めた三文字正平の回想によると、処刑2日後の12月25日深夜から12月26日未明にかけて、三文字と興禅寺住職の市川伊雄、火葬場長の飛田美善は久保山火葬場の共同骨捨場（残灰置場）に忍び込み、遺棄されていた7人分の混合残骨を密かに収集。共同骨捨場の穴は深いため、火かき棒の先に空き缶を結び付けて骨壺１個分の残骨をすくい取って遺灰にし、火葬場向かいの興禅寺に預けることに成功したという（参照：東條英機#遺骨と墓）。
だが、フライアーソン少佐の報告書には「炉の中から遺骨の全てを取り除いた。遺骨のごく一部の見落としをも防ぐために特別な注意が払われた。本官自らが遺骨を別々に骨壺に入れた。骨壺は第8軍需品部で予め調達していた500個の管理品から用意した」「遺体が巣鴨プリズンから第108墓地登録⼩隊駐屯地に搬送されている間や、⼩隊駐屯地から⽕葬場までの間において、異常な事件は発⽣しなかった」とあり、火葬後に残骨は存在しないことになる。
三文字正平らが収集した遺灰は1949年（昭和24年）5月、伊豆山の興亜観音の地下3メートルに極秘埋葬された。その後、1960年（昭和35年）8月16日に愛知県幡豆郡幡豆町（現・西尾市）三ヶ根山の山頂付近に移された。三ヶ根山には「殉国七士廟」が設けられ、その中の殉国七士の墓に遺灰が分骨・安置されて今に至る。
2021年（令和3年）6月には、米第8軍が作成した、自らがA級戦犯7人の遺灰を横浜東方沖の太平洋の上空から撒いたとフライアーソン少佐が記した公文書「戦争犯罪人の処刑と遺体の最終処分に関する詳細報告」が、日本大学生産工学部専任講師（現・准教授）の高澤弘明によってアメリカ国立公文書記録管理局にて発見され、米軍側によるA級戦犯7被告遺骨処理の詳細な記録が初めて明らかになった。

## 裁判を免れたA級戦犯被指定者
不起訴により釈放（1946年 - 47年）
- 阿部信行
- 鮎川義介
- 正力松太郎
- 梨本宮守正王
- 豊田副武
- 真崎甚三郎
- 里見甫
- 緒方竹虎
- 村田省蔵
- 井野碩哉

- 上田良武
- 鹿子木員信
- 久原房之助
- 有馬頼寧
- 藤原銀次郎
- 古野伊之助
- 郷古潔
- 井田磐楠
- 池田成彬
- 石田乙五郎

- 上砂勝七
- 河辺正三
- 菊池武夫
- 木下栄市
- 小林順一郎
- 小林躋造
- 松阪広政
- 水野錬太郎
- 長友次男
- 中村明人

- 西尾寿造
- 岡部長景
- 大倉邦彦
- 大野広一
- 太田耕造
- 太田正孝
- 桜井兵五郎
- 下村宏
- 進藤一馬
- 塩野季彦

- 四王天延孝
- 高地茂都
- 津田信吾
- 横山雄偉
- 酒井忠正
- 大河内正敏
- 大達茂雄
- 伍堂卓雄
- 長谷川清

不起訴により釈放（1948年12月24日）
1948年12月23日、東条英機はじめ7人の被告の死刑が執行。翌24日、当局は以下の19人を不起訴により釈放すると発表した。同月18日に病死した多田駿と本多熊太郎については「戦犯指定を解除する」という形をとった。病院で療養中だった大川周明を含むその他の17人は即日釈放された。
- 青木一男
- 安倍源基
- 天羽英二
- 安藤紀三郎
- 石原広一郎[24]

- 岩村通世
- 岸信介
- 葛生能世
- 児玉誉士夫
- 後藤文夫

- 笹川良一
- 須磨弥吉郎
- 高橋三吉
- 谷正之
- 寺島健

- 西尾寿造
- 大川周明
- 多田駿
- 本多熊太郎

その他の不起訴
- 牟田口廉也 - 不起訴により別の軍事法廷に送致
- 後宮淳 - シベリア抑留中により不起訴
- 秦彦三郎 - シベリア抑留中により不起訴
- 池崎忠孝 - 病気により釈放（不起訴）
- 徳富蘇峰 - 不起訴により自宅拘禁解除

自殺
- 小泉親彦
- 近衛文麿
- 橋田邦彦
- 本庄繁
- 納見敏郎
- 杉山元

## A級戦犯容疑に該当しなかった被指定者
- A級戦犯として逮捕されたBC級戦犯（12名）

ただしこのうち3名は死刑で、1名は死刑判決だったものの執行停止。2名が終身刑（のち減刑）。5名が有期重労働刑。
- 外国人戦犯（15名）

## その後

### GHQによる言論統制
当時GHQはプレスコードなどを発して検閲を実行していた。戦犯裁判に関して戦犯擁護や極東国際軍事裁判批判などとの理由を付け削除や発行禁止などを行い言論を統制してウォー・ギルト・インフォメーション・プログラムを実施したとの江藤淳らの主張があるが、文書が残っておらず、陰謀論の域を出ない。

### 主権回復後の赦免
日本の主権回復後の戦争犯罪人の取扱いについては、1952年4月28日発効の日本国との平和条約（サンフランシスコ講和条約）の第11条に規定されている。その内容を下記にて示す。
日本国は、極東国際軍事裁判所並びに日本国内及び国外の他の連合国戦争犯罪法廷の判決を受諾し、且つ、日本国で拘禁されている日本国民にこれらの法廷が課した刑を執行するものとする。これらの拘禁されている者を赦免し、減刑し、及び仮出獄させる権限は、各事件について刑を課した1又は2以上の政府の決定及び日本国の勧告に基くの外、行使することができない。極東国際軍事裁判所が刑を宣告した者については、この権限は、裁判所に代表者を出した政府の過半数の決定及び日本国の勧告に基くの外、行使することができない。
1950年代には、これに基づき国内外で収監されている戦犯の赦免や減刑に関する、以下の国会決議が採決されている。（なお、これらは人道的措置等を名分に、赦免や減刑等を通じて早期ないし即時の戦犯の釈放や日本返還を現実的に図ったものであり、A級はもちろんBC級戦犯の名誉回復や判決の否定・無効化を主張したり要求する内容のものではない。）
1. 1952年6月9日参議院本会議にて「戦犯在所者の釈放等に関する決議」
2. 1952年12月9日衆議院本会議にて「戦争犯罪による受刑者の釈放等に関する決議」
3. 1953年8月3日衆議院本会議にて「戦争犯罪による受刑者の赦免に関する決議」
4. 1955年7月19日衆議院本会議にて「戦争受刑者の即時釈放要請に関する決議」

結局、A級戦犯については、赦免された者はおらず、減刑された者がいるのみである（終身禁錮の判決を受けた10名）。またこれらの決議はまだ生存中の受刑者についての決議であり、既に刑死していた東条らは当然対象外である。
いっぽう、戦犯の国内での扱いに関しては、それまで極東国際軍事裁判などで戦犯とされた者は国内法上の受刑者と同等に扱われており、遺族年金や恩給の対象とされていなかったが、1952年（昭和27年）5月1日、木村篤太郎法務総裁から戦犯の国内法上の解釈についての変更が通達され、戦犯拘禁中の死者はすべて「公務死」として、戦犯逮捕者は「抑留又は逮捕された者」として取り扱われる変化が生じている。
また、1952年（昭和27年）4月施行された「戦傷病者戦没者遺族等援護法」についても一部改正され、戦犯としての拘留逮捕者について「被拘禁者」として扱い、当該拘禁中に死亡した場合はその遺族に扶助料を支給する事になった。
これらは前年の1952年に、例えば日弁連によるBC級戦犯家族を核とする署名活動や、引揚援護愛の運動といった団体の署名活動として、主にBC級戦犯を念頭においたものであるが、国内外で戦犯として収監されている者を即時に釈放すべしという国民運動が発生し、広がったことに起因する。そして「恩給改正法」では受刑者本人の恩給支給期間に拘禁期間を通算すると規定された。その後、東西陣営の冷戦対立の激化の中で連合国中西側主要国の方針変化により、サンフランシスコ講和条約第11条の手続きにもとづき関係11か国の同意を得たうえでA級戦犯の釈放が進められ、A級戦犯については1956年3月の佐藤賢了の仮出所をもって全て出所が完了したとされる。未だＢＣ級戦犯の収監者が残る中、A級戦犯者が全て釈放されたため、世間では不公平感やむしろ逆ではないかとの意識が高まり、巣鴨も含めてBC級戦犯者を全て釈放されるべきだとの声も強まった。BC級戦犯をまず第一の対象とする釈放運動の一環としてのこれらの署名活動は1958年に全ての戦犯が釈放されるまでの長期にわたって様々な団体によって度々繰返し行われ、あるものは旧連合軍諸国に対し一括して、あるものはフィリピンあるいは共産中国に対してという風に様々な形態で行われ、複数回署名した者も多かったため、それらの署名は延べ総数で4000万人に達したとも言われる。
A級戦犯の補償の問題については、1953年（昭和28年）7月9日の厚生委員会において、社会党（社会民主党の前身）の堤ツルヨが戦犯家族救済のための補償問題を取り上げた際に、「Ａ級戦犯の処刑された遺族の方々が、しばしば問題になるのであります」「Ａ級を含めてこれを扱つてくれということが不可能ならば、Ａ級は辛抱するからＡ級の指揮棒によつて動いたＢＣ級をせめて救つてくれという悲しい叫びをあげておられます」と訴えて、BC級や第三国人戦犯ばかりでなくA級戦犯についても「でありますから、政府部内において閣議でたびたびこの問題をお出し願つて解決を願いたいということをさらにつけ加えておきたいと思います」と述べている。

### 昭和殉難者としての靖国神社合祀
1978年（昭和53年）、靖国神社が死刑及び獄中死の13名を「昭和時代の殉難者」として合祀した。靖国に戦死者以外が合祀されることは例外的であった。また、広田弘毅など非軍人を合祀したことでも例外的な措置であった。死亡の理由は「法務死」となっている。
- 板垣征四郎
- 梅津美治郎
- 木村兵太郎
- 小磯国昭
- 白鳥敏夫

- 土肥原賢二
- 東郷茂徳
- 東條英機
- 永野修身

- 広田弘毅
- 松井石根
- 松岡洋右
- 武藤章

靖国神社のA級戦犯合祀問題の是非やそれに対し首相ら閣僚が参拝することに関しては非難する意見と個人の思想信条の自由という意見がある。1985年に内閣総理大臣・中曽根康弘（元海軍主計少佐）が靖国神社を公式と称して参拝（記者達の質問に対し「内閣総理大臣たる中曽根康弘として参拝」とコメント）した後、「靖国神社の国家護持」を唱える千鳥ケ淵戦没者墓苑奉仕会会長の瀬島龍三（元関東軍参謀陸軍中佐）と合祀取り下げ論を話し始めた。
第3次小泉内閣下において民主党の野田佳彦国会対策委員長は、刑罰が終了した時点で受刑者の罪は消滅するとする近代法の理念からすれば、『A級戦犯』と呼ばれた人たちは既に赦免・釈放された以上は「名誉は国際的にも回復されたとみなされる」と主張し、したがって、戦争犯罪人が合祀されていることを理由に内閣総理大臣の靖国神社参拝に反対する論理はすでに破綻していると解釈できるとして、「戦犯」の名誉回復および極東国際軍事裁判に対する政府の見解と内閣総理大臣の靖国神社参拝について質問を行った。これに対して2005年10月25日に提出した答弁書において、政府は第二次大戦後極東国際軍事裁判所やその他の連合国戦争犯罪法廷が科した各級の罪により戦争犯罪人とされた（A級戦犯を含む）軍人、軍属らが死刑や禁固刑などを受けたことについて、「我が国の国内法に基づいて言い渡された刑ではない」とした一方で、戦犯の名誉回復については「名誉」及び「回復」の内容が必ずしも明らかではないとして、判断を避けた。首相の靖国神社参拝に関しては公式参拝であっても、「宗教上の目的によるものでないことが外観上も明らかである場合には、日本国憲法第20条第3項（国の宗教的活動禁止）に抵触しない」との見解を示している。
西部邁（評論家）は2017年の著書で「〔靖国〕神社は「英霊」を祀る場所であり、そして「英（ひい）でた霊」とは「国家に公式的な貢献をなして死んだ者の霊」のことをさす。故東条英機をはじめとするA級戦犯と（占領軍から）烙印を押された我が国の旧指導者たちに英霊の形容を冠するのは、歴史の連続性を保つという点で、是非とも必要なことと思われる」、「あの対米戦争はいわば「負けを覚悟の偉大な祖国防衛戦争」であり、そして東京裁判が「みせしめの政治芝居」であったことが歴然としている以上、A級戦犯と名付けられている（戦勝国によって殺害された）人々の霊（なるもの）が英霊でないはずがない」と述べた。

### 関係者の政界復帰
身柄拘束されたり起訴されたりした人物たちの中には、第二次世界大戦後に政界復帰して大臣、長官になった者や、それぞれの分野で相応に一定の社会的地位を築いたりした者もいた。
代表的な人物に重光葵、岸信介、正力松太郎、緒方竹虎、賀屋興宣が挙げられる。
重光葵は東条内閣と小磯内閣で外務大臣を務め、A級戦犯として有罪判決を受け禁固七年の刑を受けた。恩赦による出所後、衆議院議員に3回当選し、1954年に発足した鳩山内閣では副総理・外務大臣を務め、日ソ国交回復交渉や国連加盟交渉に取り組んだ。1956年の国際連合総会で日本の国連加盟が全加盟国の賛成で承認された際は、それに対する受諾演説を行い、米英をはじめとする加盟国代表団から拍手で迎えられた。その功績に対して公職引退後（死後）に勲一等旭日桐花大綬章を授与された。
岸信介は東條内閣で商工大臣を務め、A級戦犯被疑者としてGHQに逮捕され巣鴨拘置所に収監されたが不起訴となった。連合国との講和条約の発効後、衆議院議員に9回当選、石橋内閣で外務大臣を務めた後に、石橋内閣の後継として1957年2月25日～1960年7月19日まで内閣総理大臣を務めた。国民皆保険・国民皆年金制度の制定や、日本国とアメリカ合衆国との間の相互協力及び安全保障条約の改定を実施し、その功績に対して勲一等旭日桐花大綬章、大勲位菊花大綬章を授与された。
正力松太郎は読売新聞社長、東条内閣で参与、小磯内閣で顧問を務め、A級戦犯被疑者としてGHQに逮捕され巣鴨拘置所に収監されるも不起訴になった。釈放後は日本をアメリカ合衆国の国益のための有力な同盟国・友好国にするために、読売新聞や日本テレビを宣伝報道事業者にした。正力松太郎は衆議院議員に5回選出され、第3次鳩山一郎内閣並びに岸内閣に於いて科学技術庁長官を歴任、更に国家公安委員長を務め、その功績に対して勲一等旭日大綬章と勲一等旭日桐花大綬章を授与された。CIAから資金提供を受けていたという（正力マイクロ波事件を参照）。
緒方竹虎は朝日新聞副社長・主筆、小磯内閣で国務大臣と情報局総裁を務め、鈴木貫太郎内閣で顧問を務め、A級戦犯被疑者としてGHQに逮捕され巣鴨拘置所に収監されるも不起訴になった。緒方竹虎は衆議院議員に3回選出され、吉田内閣では、副首相と官房長官と国務大臣を務め、その功績に対して勲一等旭日大綬章を授与された。アメリカから総理候補として期待され、CIAにより緒方政権樹立のための政界工作が行われたが、緒方は総裁公選を前に急死した。後に、アメリカ合衆国政府が機密指定を解除して公開した中央情報局(CIA)の文書によって、岸・正力・緒方らは日本を親米化するためのアメリカ合衆国政府の協力者として位置づけられていたことが確認された。
賀屋興宣は東条内閣で大蔵大臣を務め、極東国際軍事裁判でA級戦犯として終身刑を受けた。賀屋興宣は連合国との講和条約の発効と恩赦による刑の執行終了後、衆議院議員に5回選出され、池田内閣で法務大臣を務め、その功績に対して、公職から引退後に叙勲を打診されたが辞退した。

## A級戦犯を描いた作品
- 『大東亜戦争と国際裁判』（小森白監督、新東宝、1958年）
- 『落日燃ゆ』（城山三郎著、新潮社、1974年）
- 『プライド・運命の瞬間』（伊藤俊也監督、東映、1998年）
- 『南京の真実』第一部「七人の死刑囚」（水島総監督、チャンネル桜エンタテインメント 、2008年）